# Nové hlučínské kamenouhelné doly
Nové hlučínské kamenouhelné doly (Jüngere – Neue Hultschiener Steinkohlengruben), někdy také Reibnitzovy doly (Reibnitz Gruben), byla skupina černouhelných štolových dolů, které těžily uhlí na návrší Landek v Petřkovicích.

## Historie
Území, na kterém byly provozovány Nové hlučínské kamenouhelné doly, se nacházelo na pozemcích hlučínského panství, které od roku 1810 vlastnila Antonie Mikettová. Doly byly v roce 1808 prodány Arnoštu Wilhelmovi sv. p. Reibnotzovi do vlastnictví odděleně od vlastnictví pozemků. Od roku 1808 probíhaly ve vlastnictví dolů časté změny až do 28. listopadu 1829, kdy doly pro olomouckého arcibiskupa kardinála Rudolfa Jana odkoupil Franz Kleinpeter, ředitel Rudolfovy hutě. 
Nové hlučínské kamenouhelné doly tvořily dvě skupiny dolů: západní a východní, které ležely na petřkovické části vrchu Landek. K západní skupině patřil důl Údolní, který byl založen 14. dubna 1812 a doly Vilém a Arnošt, pro něž bylo vydáno povolení k těžbě 9. prosince 1815. Východní skupinu tvořil jediný důl Příkopová, založen 11. března 1817. Tento důl ležel ve zbytkovém poli mezi propůjčkami Starých hlučínských kamenouhelných dolů a Šilheřovických dolů. Za datum založení Nových hlučínských kamenouhelných dolů se považuje počátek hloubení jámy Ema  roce 1811 v západní skupině dolů.
Po smrti arcibiskupa kardinála Rudolfa Jana přešly doly závětí na Kapitulu olomouckého arcibiskupství, která 8. dubna 1843 prodala doly i s ostatním majetkem Salomonu Mayeru sv. p. Rothschildovi.

### Současný stav
Důlní pole Nových hlučínských kamenouhelných dolů bylo nejmenší mezi doly na Landeku. Dokumentovány byly 4 hlavní štoly a 2 jámy, z nich zůstaly terénní stopy po jámě Ema.

## Těžba uhlí
Dobývaly se sloje petřkovických vrstev ostravského souvrství z hlouby cca 40 m. Od poloviny 19. století se dobývalo směrným pilířováním, do té doby se kopalo bez systému dobývání, co šlo vydobýt, to se vydobylo. Období existence  dolů od roku 1811 asi do roku 1850 – 1855
Doly se později staly součástí dolu Anselm.

## Údaje o Nový hlučínských kamenouhelných dolech
Údaje dle
| Název              | Druh jámy    | Založení | délka štol v m | hloubka jámy v m | těžba           | vytěženo                                            | likvidace          | dobývací pole v ha | poznámka                                |
| ------------------ | ------------ | -------- | -------------- | ---------------- | --------------- | --------------------------------------------------- | ------------------ | ------------------ | --------------------------------------- |
| Údolní (Thal) jih  | hlavní denní | 1812     | 400            |                  | 1811 – asi 1850 | nevykazována odděleně od ostatních hlučínských dolů | 19. století (1855) | 4                  | 4 doly: 4 štoly, 2 jámy, 1 štolní patro |
| Údolní sever       | hlavní denní | 1812     | 160            |                  | 1811 – asi 1850 | nevykazována odděleně od ostatních hlučínských dolů | 19. století (1855) | 4                  | 4 doly: 4 štoly, 2 jámy, 1 štolní patro |
| Vilém (Wilhelm)    | hlavní denní | 1815     | 342            |                  | 1811 – asi 1850 | nevykazována odděleně od ostatních hlučínských dolů | 19. století (1855) | 4                  | 4 doly: 4 štoly, 2 jámy, 1 štolní patro |
| Arnošt (Ernst)     | hlavní denní | 1815     | 375            |                  | 1811 – asi 1850 | nevykazována odděleně od ostatních hlučínských dolů | 19. století (1855) | 4                  | 4 doly: 4 štoly, 2 jámy, 1 štolní patro |
| Příkopová (Gráben) | hlavní denní | 1817     | 152            |                  | 1811 – asi 1850 | nevykazována odděleně od ostatních hlučínských dolů | 19. století (1855) | 4                  | 4 doly: 4 štoly, 2 jámy, 1 štolní patro |
| Berta              | větrní       | 1836     |                | 20               |                 |                                                     | 19. století        |                    |                                         |
| Ema                | větrní       | 1811     |                | 34               |                 |                                                     | 19. století        |                    |                                         |